# تركيب كهربائي ميكروبي
التركيب الكهربائي الميكروبي هو أحد أشكال التحفيز الكهربائي، والذي يتم فيه تزويد الكائنات الحية الدقيقة بالإلكترونات من خلال الكاثود في خلية كهروكيميائية، عن طريق تمرير التيار الكهربائي. ثم تستخدم الكائنات الحية الدقيقة الإلكترونات لاختزال ثنائي أكسيد الكربون حتى تساعد في إنتاج المنتجات الصناعية قريبة الصلة. ويتم إنتاج التيار الكهربائي بشكل مثالي باستخدام مصدر طاقة متجدد.
وهذه العملية هي المقابلة للعملية التي تتم في خلايا الوقود الميكروبية، والتي تحول فيها الكائنات الحية الدقيقة الإلكترونات من أكاسيد المركبات إلى آنود لتوليد التيار الكهربائي.

## المقارنة مع خلايا التحليل الكهربائي الميكروبية
يرتبط التكوين الكهربائي الميكروبي بخلايا التحليل الكهربائي الميكروبية (MEC) ارتباطًا كبيرًا. فكلاهما يستخدم تفاعلات الكائنات الدقيقة الحية مع الكاثود لاختزال المركبات الكيميائية، ولكنهما يختلفان في مصدر الطاقة المستخدمة في هذه العملية. في التكوين الكهربائي
الميكروبي، يتم توفير الإلكترونات من خلال مصدر الطاقة الكهربائية الخارجي. أما في خلايا التحليل الكهربائي الميكروبية (MECs)، يتم استخدام مصدر طاقة كهربائية لتعزيز الكمون الكهربائي الذي تنتجه الكائنات الحية الدقيقة باستهلاك أحد مصادر الطاقة الكيميائية مثل حمض الخليك. ويكون الكمون الكهربائي الناتج عن اجتماع مصدر الطاقة والكائنات الحية الدقيقة كافيًا، على سبيل المثال، لاختزال أيونات الهيدروجين إلى هيدروجين جزيئي.

## التطبيقات
يُمكن استخدام التكوين الكهربائي الميكروبي لإنتاج الوقود من ثنائي أكسيد الكربون باستخدام الطاقة الكهربائية المتولدة من محطات الطاقة التقليدية، أو مولدات الطاقة المتجددة. كما يمكن استخدام التكوين الكهربائي الميكروبي لإنتاج بعض المواد الكيميائية الخاصة، مثل طلائع العقاقير عن طريق التحليل الكهربائي بمساعدة الميكروبات.